# ترازایی
ترازایی یا دیاژِنِز (به انگلیسی: Diagenesis) مجموعه دگرگونی‌هایی است که پس از نهشته‌شدنِ رسوب و پیش از دگرگون شدن آن سبب مجموعه‌ای از تغییرهای فیزیکی، شیمیایی و بیولوژیک می‌شود. در این وضعیت امکان دارد که بر اثر فشار طبقاتِ رویی به طبقات زیرین، تغییرهایی در ترتیب و ترکیب رسوب اولیه ایجاد شود و در پی آن سبب به‌وجود آمدن کانی‌های جدیدی در رسوب شود. در این حالت، بر اثر فشار طبقات رویی، آب موجود در رسوبات خارج می‌گردد و سپس فواصل بین ذرات و دانه‌های رسوبی به‌هم نزدیک‌شده و در نهایت تشکیل سنگ فشرده‌ای را می‌دهد. این عمل پیش از دگرگون‌شدن سنگ است و آن را سنگ‌زایی یا دیاژِنِز (اصطلاح فرانسوی) می‌گویند.